# Lepaterique (ort)
Lepaterique är en ort i Honduras.   Den ligger i departementet Departamento de Francisco Morazán, i den sydvästra delen av landet, 28 km väster om huvudstaden Tegucigalpa. Lepaterique ligger 1 475 meter över havet och antalet invånare är 2 090.
Terrängen runt Lepaterique är huvudsakligen kuperad, men norrut är den bergig. Runt Lepaterique är det ganska glesbefolkat, med 34 invånare per kvadratkilometer. Närmaste större samhälle är Támara, 17,1 km nordost om Lepaterique. 